# KamAZ-53215
Der KamAZ-53215 (russisch КамАЗ-53215) ist ein Lastwagen aus der Produktion des russischen KAMAZ-Werks in Nabereschnyje Tschelny. Das Fahrzeug ist der dritte Standard-Lastwagen des Herstellers und wird seit 1995 in Serie gebaut. Vom Vorgänger KamAZ-53212 unterscheidet sich das Modell hauptsächlich durch eine gesteigerte Nutzlast und die damit verbundenen Umbauten.

## Fahrzeugbeschreibung

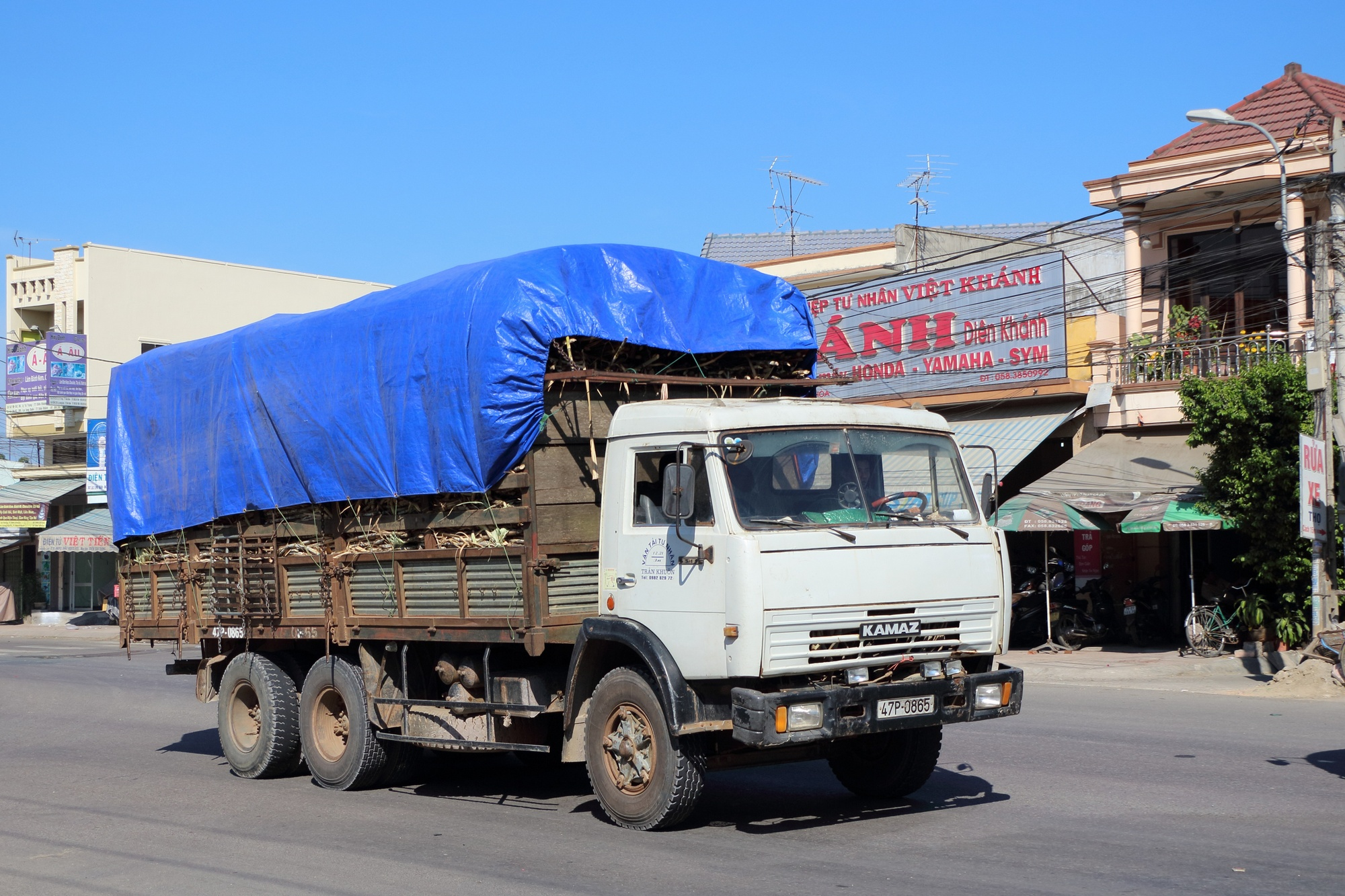
KamAZ-53215 in Vietnam (2015)

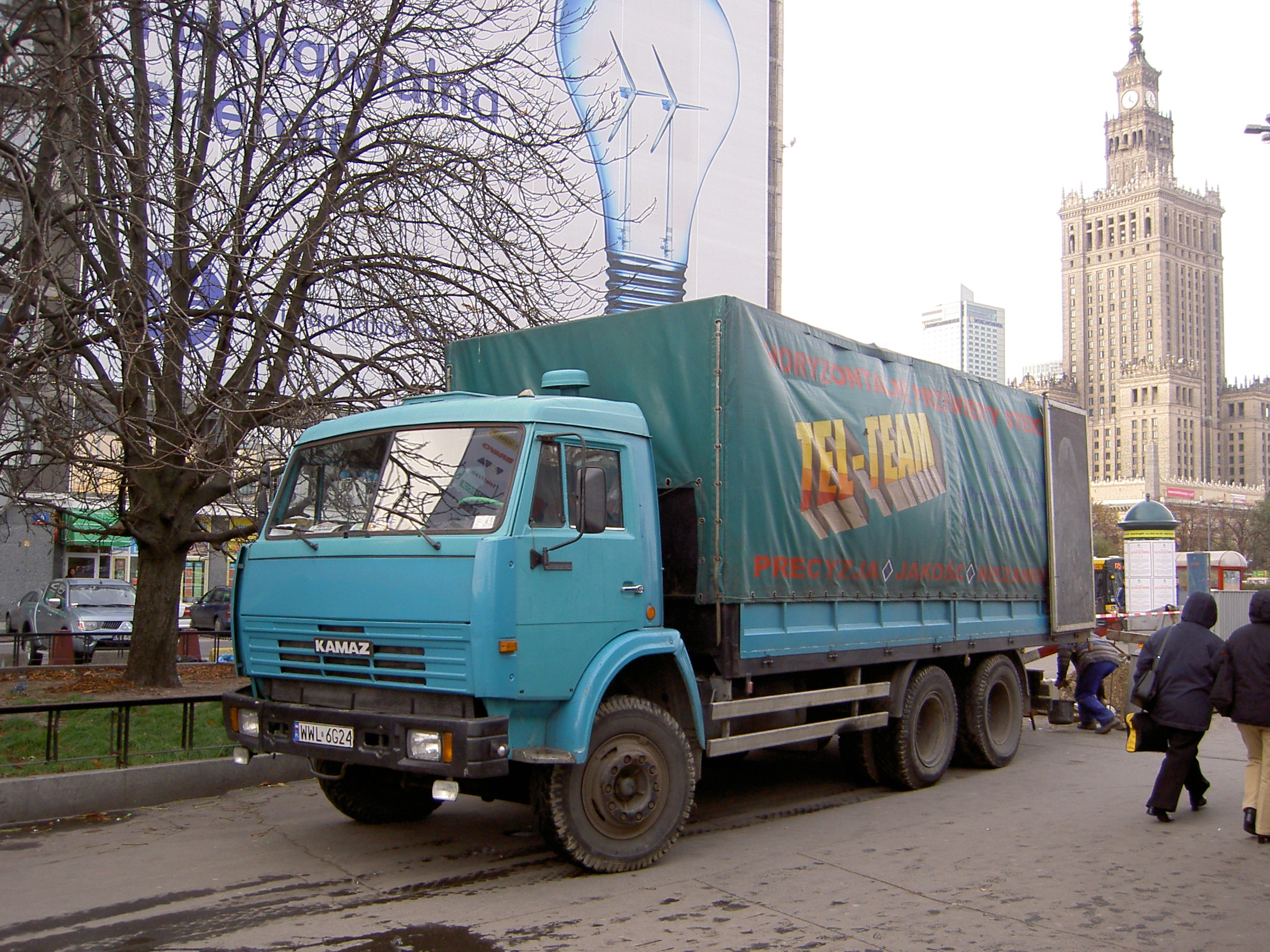
KamAZ-53215 in Warschau (2006)

Der KamAZ-53215 wurde 1995 als Nachfolger des KamAZ-53212 vorgestellt und seitdem in Serie gebaut. Die Fertigung des Vorgängers wurde erst sieben Jahre später, 2002, eingestellt. Von ihm unterscheidet sich der KamAZ-53125 durch eine auf elf Tonnen gesteigerte Nutzlast, bei einem nur geringfügig höheren Leergewicht von 8,36 Tonnen. Der Motor erfuhr eine Leistungssteigerung. Das bei KAMAZ gefertigte Aggregat leistet nun 240 PS (176 kW).
Optisch gleichen sich die Fahrzeuge fast völlig. Beim neueren KamAZ-53215 entfielen lediglich die runden Lampen im Kühlerblech, nur die in der Stoßstange integrierten Scheinwerfer verblieben.
Mit Stand Mitte 2016 bietet KAMAZ das Fahrzeug nicht mehr offiziell zum Kauf an. Es besteht allerdings die Möglichkeit, ältere Fahrzeuge der Typen KamAZ-5320 oder KamAZ-53212 im Sinne einer Generalreparatur beim Hersteller auf den technischen Stand eines KamAZ-53215 nachrüsten zu lassen.
Auf Basis des KamAZ-53215 wurde auch das Feuerwehrfahrzeug AP-5000(53215) produziert. Parallel zum KamAZ-53215 wurde im etwa gleichen Zeitraum der schwerere KamAZ-53229 gebaut, der etwa 16 Tonnen Last zuladen kann.

## Technische Daten
Die hier aufgeführten Daten gelten für Fahrzeuge vom Typ KamAZ-53215. Über die Bauzeit hinweg und aufgrund verschiedener Modifikationen an den Fahrzeugen können einzelne Werte leicht schwanken.
- Motor: Viertakt-V8-Dieselmotor
- Motortyp: KamAZ-740.11
- Leistung: 240 PS (176 kW)
- maximales Drehmoment: 834 Nm
- Hubraum: 10.850 cm³
- Bohrung: 120 mm
- Hub: 120 mm
- Verdichtung: 16:1
- Tankinhalt: 500 l
- Getriebe: manuelles Fünf-Gang-Schaltgetriebe, zweistufige Geländeuntersetzung
- Höchstgeschwindigkeit: 90 km/h
- Maximal befahrbare Steigung: 25 %
- Antriebsformel: 6×4

Abmessungen und Gewichte
- Länge: 8610 mm
- Breite: 2500 mm
- Höhe: 3330 mm
- Radstand: 3690 + 1320 mm
- Spurweite: 2050 mm
- Wendekreis: 19,6 m
- Leergewicht: 8355 kg
- Zuladung: 11.000 kg
- zulässiges Gesamtgewicht: 19.355 kg
- zulässige Anhängelast: 14.000 kg
- zulässiges Gesamtgewicht Zug: 33.355 kg
- Achslast vorne: 4220 kg
- Achslast hinten: 15.135 kg